# HC Město Touškov
HC Město Touškov (celým názvem: Hockey Club Město Touškov) je český klub ledního hokeje, který sídlí ve Městě Touškov v Plzeňském kraji. Založen byl v roce 2006. Od sezóny 2014/15 působí v Plzeňské krajské soutěži – sk. C, sedmé české nejvyšší soutěži ledního hokeje. Klubové barvy jsou zelená a bílá.
Své domácí zápasy odehrává v Plzni na zimním stadionu Košutka s kapacitou 255 diváků.

## Přehled ligové účasti
Stručný přehled
Zdroj:
- 2010–2011: Plzeňská krajská soutěž – sk. C (7. ligová úroveň v České republice)
- 2011–2014: Plzeňská krajská soutěž – sk. D (8. ligová úroveň v České republice)
- 2014– : Plzeňská krajská soutěž – sk. C (7. ligová úroveň v České republice)

Jednotlivé ročníky
Zdroj:
Legenda: ZČ - základní část, červené podbarvení - sestup, zelené podbarvení - postup, fialové podbarvení - reorganizace, změna skupiny či soutěže
| Česko (2010 – ) |                                 |           |           |                                       |          |
| Sezóny          | Soutěž                          | Úroveň    | ZČ        | Play-off, nadstavba, sk. o udržení... | Poznámky |
| 2010/11         | Plzeňská krajská soutěž – sk. C | 7. úroveň | 12. místo |                                       | Sestup   |
| 2011/12         | Plzeňská krajská soutěž – sk. D | 8. úroveň | 9. místo  | Zápas o 9. místo (prohra)             |          |
| 2012/13         | Plzeňská krajská soutěž – sk. D | 8. úroveň | 7. místo  | Čtvrtfinále                           |          |
| 2013/14         | Plzeňská krajská soutěž – sk. D | 8. úroveň | 3. místo  | Vítěz                                 | Postup   |
| 2014/15         | Plzeňská krajská soutěž – sk. C | 7. úroveň | 3. místo  | Semifinále                            |          |
| 2015/16         | Plzeňská krajská soutěž – sk. C | 7. úroveň | 5. místo  | Finálová skupina (5. místo)           |          |
| 2016/17         | Plzeňská krajská soutěž – sk. C | 7. úroveň | 9. místo  |                                       |          |
| 2017/18         | Plzeňská krajská soutěž – sk. C | 7. úroveň | 9. místo  |                                       |          |
| 2018/19         | Plzeňská krajská soutěž – sk. C | 7. úroveň |           |                                       |          |